# أليشا موريسون
أليشا موريسون هي ممثلة كندية، ولدت في 23 أبريل 1986 في تورونتو في كندا.

## وصلات خارجية
- أليشا موريسون على موقع IMDb (الإنجليزية)
- أليشا موريسون على موقع قاعدة بيانات الفيلم (الإنجليزية)